# 망누스 칼센
스벤 망누스 외엔 칼센(Sven Magnus Øen Carlsen, 노르웨이어 발음: [svɛn ˈmɑ̀ŋnʉs øːn ˈkɑːɭsn̩], 1990년 11월 30일 ~ )은 노르웨이의 체스 선수로, 세계 체스 선수권 대회의 전 챔피언이다. 또한 2011년부터 세계 체스 랭킹 1위를 지키고 있다.

## 체스 경력

### 2024
2024년 2월에 온라인 Champions Chess Tour Chessable Masters competition에 참가하고 우승하여 3만 달러를 얻었다.

### 2023
2023년 칼센은 1월에 Tata Steel Chess Tournament에 참가하여 3등을 하였다.
2023년 칼센은 2월에 Airthings Masters 2023에 참가하여 히카루 나카무라를 꺾고 우승하였다.
2023년 세계 체스 선수권 대회 이후에 칼센은 딩리렌에게 세계챔피언 타이틀을 내주었다.
2023년 Chess World Cup에서 칼센은 8강전 구케시, 준결승전은 아바소프를 꺾고 결승에 올라갔다. 결승전에서 프라그난드하와 맞붙었는데 칼센은 접전끝에 타이브레이크에서 승리하여 월드컵에서 처음으로 우승했다.
2023년 칼센은 2023 Julius Baer Generation Cup의 결승전에서 피로우자를 이기고 2023 챔피언스 체스 투어에서 세 번째 대회 우승을 차지했다.
2023년 칼센은 Speed Chess Championship 결승전에서 히카루 나카무라를 이기고 세 번째 Speed Chess Championship 에서 우승했다.
2023년 칼센은 2023 Champions Chess Tour 결승전에서 웨슬리 소를 꺾고 3년 연속 우승했다.
2023년 칼센은 World Rapid Chess Championship 에서 10/13의 점수로 우승했다. 그는 다섯 번째 세계 래피드 체스 챔피언십 타이틀을 얻었다.
202년 칼센은 World Blitz Chess Championship에서 16/21의 점수로 우승했다. 그는 일곱 번째 세계 블리츠 체스 챔피언십 타이틀을 얻었다.

### 2022
2022년 1월 칼센은 Tata Steel Chess Tournament에 참가하여 8번째 우승을 하였다.
2022년 6월 칼센은 Norway Chess Tournament에 1위를 하였다. 이 대회에서 지난 10년동안 5번째 우승을 하였다.
2022년 칼센은 World Rapid Chess Championship 2022에서 우승하여 네번째  World Rapid Chess Championship 타이틀을 얻었다.
2022년 칼센  World Blitz Chess Championship 2022에서 우승하였다.

### 2021
2021년 칼센은 FIDE World Cup 2021에서 두다에게 패배한 후 페도세프와의 3위 결정전에서 승리하여 3등을 하였다.
2021년 칼센은 제9회 Norway Chess에서 피로우자를 제치고 1위를 차지하였다.